# کالائوپاپا (هاوایی)
کالائوپاپا (به انگلیسی: Kalaupapa) یک منطقهٔ مسکونی در ایالات متحده آمریکا است که در شهرستان کالاوائو، هاوایی واقع شده‌است. کالائوپاپا ۱۲۲ نفر جمعیت دارد و ۲۰٫۱۲ متر بالاتر از سطح دریا واقع شده‌است.